# Врњачки карневал
Врњачки карневал је манифестација која се одржава у јулу месецу од 2005. године у Врњачкој Бањи. Уз Гучу и Егзит ово је највећа туристичка манифестација у Србији и представља круну дешавања током сезоне.
Ова манифестација окупи преко 200.000 посетилаца. Током недељу дана у јулу месецу, Врњачка Бања одржава се велики број маскенбала, фестивала изложби, концерата, позоришних представа, спортских дешавања. Централни догађај карневала је Велика међународна карневалска поворка. Велики број карневалских група из целог света учествује на Врњачком карневалу. Признање за досадашњи рад представља Туристички цвет за најбољу туристичку манифестацију.

## Историја карневала
Од оснивања модерне бање у Врњцима које се везује за 1868. годину врњчани су придавали велики значај баловима, маскенбалима, кермесима. Кермеси су део османске традиције – фестивали добрих дела, који се огледају у окупљању народа на улицама, где се тргује најразличитијим рукотворинама, приређују различите врсте забава, а сва зарада од кермеса касније бива поклоњена материјално најугроженијим припадницима заједнице. Отуда из османског периода бива наслеђен назив кермес за улична славља и феште на којим се учесници надмећу у маштовитости и таленту. Кермеси одржавани у Врњачкој Бањи, подразумевали су дане и ноћи, када се у њој окупља становништво целог краја.
Године 2005, Туристичко спортски центар „Врњачка Бања“, оснива и организује први Међународни врњачки карневал, одржан у периоду од 12.07 до 17.07. 2005. године. Време одржавања карневала изабрано је на основу чињенице, да је прва туристичка организација на Балкану била управо из Врњачке Бање, а носила је назив Основателно фундаторско друштво кисело вруће воде у Врњцима. Ова организација основана је 14. јула, због чега је карневал основан 2005. године и свој програм организује у недељи око овог датума. Програм првог међународног карневала у Врњачкој Бањи је обухватао преко 40 забавних, културних, и спортских манифестација и – карневалску поворку. Велика Међународна карневалска поворка, те 2005, године била је састављена од 34 карневалске групе, како из Србије тако и из других земаља. Тело ове поворке чинило је 1.500 учесника, који су у најразличитијим ношњама и бојама, уз звуке музике прошетали улицама Врњачке Бање.
Још од првог организованог, сваке године око 300.000 туриста посети Врњачки карневал, а Врњачка Бања успела је да буде домаћин великом карневалу, који окупља људе како из Србије тако и из иностранства. У мају 2011. Године, у њој је одржан 31. Конгрес ФЕЦЦ-а (Federation of European Carnival Cities), који је посетило укупно 53 европске земље, 127 европских градова, а конгрес је бројао преко 200 учесника.

## Велика Међународна карневалска поворка
Маскенбал који пролази променадом Врњачке Бање је централни догађај карневала. Велика поворка традиционално креће 14. јула. У њој учествују најразличитије тематске групе: витезови, мускетари, америчка колонијална војска, афричка племена, виле, мажуреткиње, самба плесачице, плесне групе из Бразила, кловнови, дворске луде, каубоји, индијанци, трубадури...

## Музички програм
Од познатих музичких извођача, до сада, су на Врњачком карневалу наступали:
- ХАРИ МАТА ХАРИ
- ЦРВЕНА ЈАБУКА
- РИБЉА ЧОРБА
- ИВАН ГАВРИЛОВИЋ
- КЕРБЕР
- ГОЦА ТРЖАН
- ЗДРАВКО ЧОЛИЋ
- ОСВАЈАЧИ
- ДАДО ГЛИШИЋ

као и многи други.
Гости могу уживати у великом броју концерата и музичких дешавања, а музички жанрови су хип хоп, рок, поп, џез, народна музика. Током карневалских вечери музички програм најчешће је препуштен DJ-евима.

## Карневалска такмичења
Карневалски дани испуњени су и бројним такмичењима, од фолклорних тачки до кабареа, преко изложби фотографија и цвећа, карневала кућних кљубимаца, до спортских такмичења. Посетиоци Врњачког карневала могу учествовати или посматрати:
- карневалску трку конобара
- трку на штиклама
- карневалску трку ролерима и бициклима
- улични фудбал
- жонглерско вече
- кошаркашка маскарада

У оквиру карневалског програма занимљив је и Моравски спуст, који подразумева спуштање Западном Моравом до Врњачке Бање. Овај спуст се изводи импровизованим пловилима, чамцима направљеним од пластичних флаша и другим занимљивим конструкцијама.

## Карневал и најмлађи
Деца нису само посматрачи, већ и активни учесници карневалских дана. Програм карневала обилује мноштвом дечијих тачака укључујући хорове, позоришне представе, дечији маскенбал и такмичења за децу. Такође, деца имају прилику да учествују у дечијој карневалској поворци, где маскирани парадирају променадом Врњачке Бање.

## Последњи дан карневала
Последњи дан карневала обележава се свечаним спуштањем карневалске завесе и великим ватрометом.